# Sakaisuji-Hommachi (metropolitana di Osaka)
Sakaisuji-Hommachi (堺筋本町駅?, Sakaisuji-Hommachi-eki) è una stazione della Metropolitana di Osaka situata nell'area centrale della città, lungo la strada Sakaisuji. La stazione offre l'interscambio fra le linee Sakaisuji e Chūō.